# Bahía de Caráquez
La Villa de San Antonio de Caráquez, conhecida simplesmente como Bahía de Caráquez ou Bahía, é uma cidade costeira da província de Manabí, Equador. A cidade está localizada na península arenosa na costa oeste do país na foz do Río Chone. Ela está em desenvolvimento há mais ou menos 20 anos, partiularmente é o destino de féries das pessoas de Quito ou Guayaquil.
Bahía se tornou uma ecocidade em 23 de Fevereiro de 1999, por causa da devastação natural em 1997 e 1998. A cidade se tornou a primeira cidade do mundo que tem uma fazenda de camarão autorizada.
No lado do Río Chone é a cidade de San Vicente. Para atraver o rio só pode ser por uma ponte e por barcos. A ponte foi completada em Novembro de 2010.
Bahia é uma cidade muito diferente da vizinha San Vicente. Apresentando grandes condomínios e hotéis, a cidade é um grande destino popular de turista para os ricos.
A cidade também tem um museu arquiológico bem conhecido, que exibe artefatos achado em Manabi de vários períodos. A coleção incluí estatúas da cultura Valdivia como outras também menos conhecidas.

## Época colonial
A cidade foi funda em beira-mar, a cidade foi definitivamente fundada em março de 1628 com o nome oficial de Villa de San Antonio de la Bahía de Caráquéz por Don José de Larrazábal em pleno reinado de Filipe IV de Espanha, por ordens do Presidente da Real Audiência de Quito, Antonio de Morga.

## População
Ela tem a população de 20.000 habitantes, composta por mestiços e descendentes de espanhois. No começo do século XX, teve muita imigração de famílias italianas e libanesas que deixaram descendentes na cidade. Por sua localização em la costa, a Bahía de Caráquez se converte em um do principais centros turísticos da províncias de Manabí.